# Sexed Up (Robbie Williams-dal)
A Sexed Up Robbie Williams brit popénekes negyedik kislemeze volt Escapology című albumáról 2003. őszén. A dalt eredetileg 1998-ban adták ki a No Regrets kislemez b-oldalas dalaként.

## Siker
A kislemez Williams újabb top 10-es dala lett Nagy Britanniában, mikor az év novemberében megjelent. A dal szintén az első tíz közé került más európai országokban, mint például Magyarországon vagy Dániában. A dal hatalmas sikerre tett szert Brazíliában, ahol három hétig vezette a slágerlistát. Ekkortájt a dal egy népszerű szappanopera a zenei témája is volt.
A kislemezt speciális, limitált példányszámban Ausztráliában és Új-Zélandon is megjelentették egy bónusz élő számmal, különleges csomagolással és egy ajándék poszterrel.

## Különböző formátumok
UK CD

(Megjelenés: 2003. november 24.)
1. "Sexed Up" [Radio Edit] – 4:10
2. "Get A Little High" – 3:56
3. "Appliance of Silence" – 4:52
4. "Live At Knebworth" Trailer & Photo Gallery

UK DVD

(Megjelenés: 2003. november 24.)
1. "Sexed Up" Music Video
2. "Live At Knebworth" Trailer & Photo Gallery
3. "Appliance of Silence" Audio
4. "Big Beef" Audio

Európai 2-számos kislemez

(Megjelenés: 2003. november 24.)
1. "Sexed Up" [Radio Edit] – 4:10
2. "Get A Little High" – 3:56

Ausztrál CD

(Megjelenés: 2003. december 1. – Limitált kiadás, ami egy posztert és egy különleges csomagot tartalmaz)
1. "Sexed Up" [Radio Edit] – 4:10
2. "Get A Little High" – 3:56
3. "Appliance of Silence" – 4:52
4. "Rock DJ" [Live at Knebworth] – 7:00
5. "Live At Knebworth" Trailer & Photo Gallery

## Videóklip
| #        | Kiadó cég | Ország | Formátum    | Megjelent | Produkciós cég | Rendező        | Producer | Kiadó |
| -------- | --------- | ------ | ----------- | --------- | -------------- | -------------- | -------- | ----- |
| 1 verzió | Capitol   | UK     | zenei videó | 2003      |                | Jonas Akerlund |          |       |

## Slágerlistás helyezések
| Lista (2003)                        | Csúcs pozíció |
| ----------------------------------- | ------------- |
| Magyarország kislemez listája       | 5             |
| Olaszország kislemez listája        | 8             |
| Dánia kislemez listája              | 9             |
| Egyesült Királyság kislemez listája | 10            |
| Ausztrália kislemez listája         | 17            |
| Új-Zéland kislemez listája          | 25            |
| Románia kislemez listája            | 31            |
| Dánia kislemez listája              | 33            |
| Ausztria kislemez listája           | 45            |
| Németország kislemez listája        | 53            |
| Svédország kislemez listája         | 59            |

## Külső hivatkozások
- Robbie Williams Info – Singles – Hozzáférés: 2005. november 9.